# 6529 Родс
6529 Родс (6529 Rhoads) — астероїд головного поясу, відкритий 14 грудня 1993 року.
Тіссеранів параметр щодо Юпітера — 3,541.